# Slavic Cup 2013
Der Slavic Cup ist ein regionales Einladungsturnier für Frauen-Fußballnationalmannschaften. Das Turnier wurde vom 7. bis 11. März 2013 auf der kroatischen Halbinsel Istrien in den Städten Novigrad, Poreč, Rovinj und Umag ausgetragen. Ab 2014 fand das Turnier unter dem Namen Istrien-Cup statt, der Veranstalter sieht das Turnier von 2013 als erste Ausgabe des Istrien-Cups.

## Das Turnier

### Gruppenphase

#### Gruppe A
| Pl. | Land                    | Sp. | S | U | N | Tore    | Diff. | Punkte |
| --- | ----------------------- | --- | - | - | - | ------- | ----- | ------ |
| 1.  | Russland                | 2   | 2 | 0 | 0 | 002:000 | +2    | 06     |
| 2.  | Bosnien und Herzegowina | 2   | 1 | 0 | 1 | 004:200 | +2    | 03     |
| 3.  | Slowakei                | 2   | 0 | 0 | 2 | 001:500 | −4    | 0      |

|                         |   |                         |           |
| 7. März in Rovinj       |   |                         |           |
| Russland                | – | Bosnien und Herzegowina | 1:0 (1:0) |
| 8. März in Rovinj       |   |                         |           |
| Bosnien und Herzegowina | – | Slowakei                | 4:1 (4:0) |
| 9. März in Novigrad     |   |                         |           |
| Russland                | – | Slowakei                | 1:0 (0:0) |

#### Gruppe B
| Pl. | Land       | Sp. | S | U | N | Tore    | Diff. | Punkte |
| --- | ---------- | --- | - | - | - | ------- | ----- | ------ |
| 1.  | Tschechien | 2   | 1 | 1 | 0 | 006:200 | +4    | 04     |
| 2.  | Slowenien  | 2   | 1 | 0 | 1 | 003:500 | −2    | 03     |
| 3.  | Kroatien   | 2   | 0 | 1 | 1 | 001:300 | −2    | 01     |

|                   |   |           |           |
| 7. März in Rovinj |   |           |           |
| Tschechien        | – | Kroatien  | 1:1 (1:1) |
| 8. März in Poreč  |   |           |           |
| Slowenien         | – | Kroatien  | 2:0 (1:0) |
| 9. März in Umag   |   |           |           |
| Tschechien        | – | Slowenien | 5:1 (3:0) |

### Platzierungsspiele
Spiel um Platz 5
|                    |   |          |           |
| 11. März in Rovinj |   |          |           |
| Kroatien           | – | Slowakei | 1:0 (1:0) |

Spiel um Platz 3
|                    |   |                         |         |
| 11. März in Rovinj |   |                         |         |
| Slowenien          | – | Bosnien und Herzegowina | 0:00000 |

- Slowenien gewann das Spiel im Elfmeterschießen mit 6:5.

### Finale
| Russland                                 | Russland | Tschechien | Tschechien        |
| ---------------------------------------- | --- | --- | ----------------- |
| Russland                                 | \| 11. März 2013 in Rovinj \| \| Ergebnis: 4:2 i. E. (0:0 n. V.) \| \| Zuschauer: 150 \| \| Schiedsrichterin: Vesna Budimir Kroatien \| | \| 11. März 2013 in Rovinj \| \| Ergebnis: 4:2 i. E. (0:0 n. V.) \| \| Zuschauer: 150 \| \| Schiedsrichterin: Vesna Budimir Kroatien \| | Tschechien [ 14 ] |
| Russland                                 | Elwira Todua – Anastassija Kostjukowa (101. Tatjana Skotnikowa), Darja Makarenko, Jelena Medwed, Olga Petrowa, Walentina Sawtschenkowa (104. Olessja Maschina), Xenija Zybutowitsch – Jelena Morosowa, Ekaterina Stepanenko (80. Jekaterina Sotschnewa, 111. Julija Gordejewa) – Natalja Schljapina (72. Nelli Korowkina), Jelena Terechowa Cheftrainer: Sergei Lawrentjew | Radka Bednaříková – Eva Bartoňová (56. Nikola Danihelková), Veronika Pincová, Petra Vyštejnová (14. Nikola Sedláčková) – Monika Cvernová, Petra Divišová, Aneta Malinová, Irena Martínková (24. Klára Cahynová) – Michaela Čulová (89. Adéla Pivoňková), Lucie Martínková, Lucie Voňková Cheftrainer: Aleš Čvančara | Tschechien [ 14 ] |
| Russland                                 | Elfmeterschießen | | Tschechien [ 14 ] |
| Russland                                 | Morosowa Terechowa (abgewehrt) Petrowa Medwed Zybutowitsch | Pivoňková (vergeben) Cahynová Voňková Malinová (abgewehrt) | Tschechien [ 14 ] |
| Russland                                 | Sawtschenkowa (15.), Skotnikowa (109.) | L. Martínková (17.), Cahynová (23.), 00Cvernová (56.), Danihelková (104.) | Tschechien [ 14 ] |
| Russland                                 | L. Martínková (19.), Danihelková (107.) | | Tschechien [ 14 ] |
| 11. März 2013 in Rovinj                  | | |                   |
| Ergebnis: 4:2 i. E. (0:0 n. V.)          | | |                   |
| Zuschauer: 150                           | | |                   |
| Schiedsrichterin: Vesna Budimir Kroatien | | |                   |